# Nabisco
Nabisco (nombre original: National Biscuit Company) es un fabricante transnacional estadounidense de galletas y bocados con jefatura establecida en East Hanover, Nueva Jersey. La compañía es una subsidiaria de Mondelēz International, con sede en Illinois. La planta de Nabisco en Chicago, una planta de producción de 170.000 m² (1.800.000 pies cuadrados), es la panadería más grande del mundo, empleando a más de 1200 trabajadores y produciendo alrededor de 145 millones de kilogramos (320 millones de libras) de bocadillos al año.
Sus productos incluyen Chips Ahoy!, Belvita, Oreo, Galletas Ritz, Triscuits y Thin Thins para los Estados Unidos, Reino Unido, México y Venezuela, así como otras partes de América del Sur.
También tuvo en su portafolios un cereal de desayuno a base de salvado de trigo llamado 100% Bran.
Nabisco abrió sus oficinas corporativas como la National Biscuit Company en el primer rascacielos del mundo, el Home Insurance Building en Chicago Loop en 1898.

## Historia

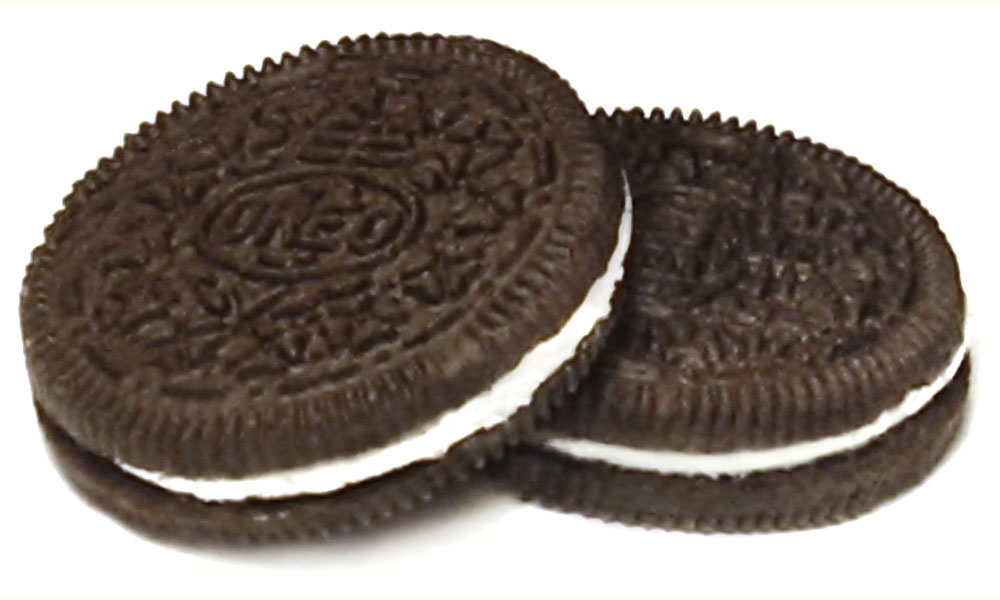
Galletas Oreo, uno de los productos de Nabisco.

En 1792, Pearson & Sons Bakery abrió en Massachusetts. Hicieron una galleta llamada Pilot bread (o galleta náutica como se conoce originalmente) para el consumo en largos viajes por mar. Josiah Bent Bakery primero acuñó el término 'galletas' a una galleta crujiente que produjeron en 1801. 
En 1889, William Moore adquirió Pearson & Sons Bakery, Josiah Bent Bakery y otras seis panaderías para iniciar el Biscuit Company de Nueva York.
Adolphus Green (1843-1917) comenzó la American Biscuit and Manufacturing Company en 1890 tras la adquisición de 40 panaderías diferentes. William Moore, Adolphus Green, y John G. Zeller (de Richmond Steam Bakery) se fusionaron en 1898 para formar la National Biscuit Company. Adolphus Green fue nombrado presidente.

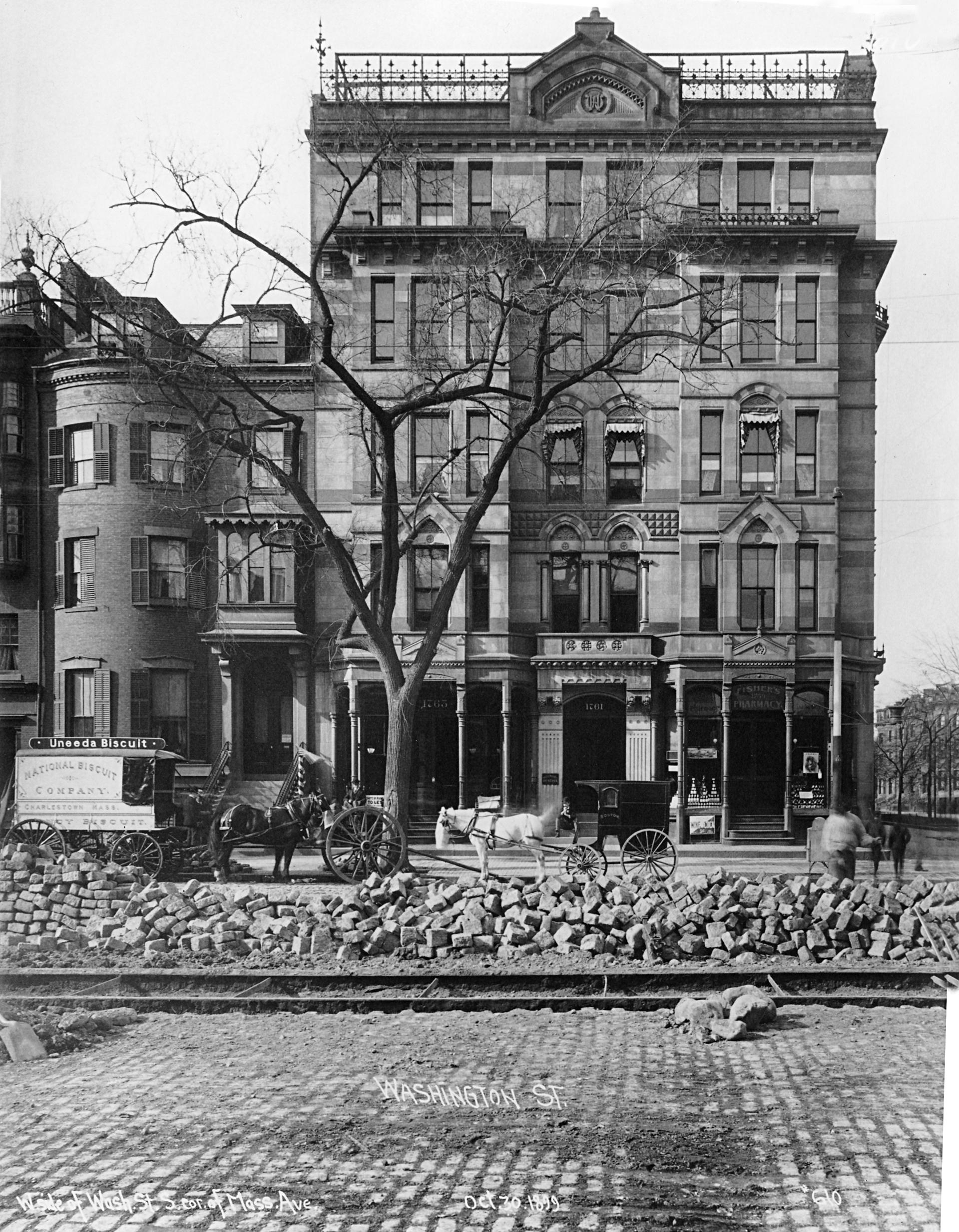
National Biscuit Company (y ahora desaparecido Quincy Biscuit) haciendo publicidad en una carreta con caballos del "Uneeda Biscuit" en Boston, Massachusetts, en 1899.

Nabisco nace en una década en que el negocio de la panadería experimentó una consolidación importante. A principios de la década, las panaderías de todo el país se consolidaron a nivel regional, en compañías como la American Biscuit and Manufacturing Company de Chicago (formada por 40 panaderías del Medio Oeste en 1830), la New York Biscuit Company (que constaba de siete panaderías orientales) y United States Baking Company. En 1898, National Biscuit Company fue formada de la combinación de esos tres. La fusión dio lugar a una empresa con 114 panaderías en los Estados Unidos y con sede en Nueva York. La palabra "biscuit" es un término tradicional para lo que ahora se denomina "galletas" y "crackers", aunque el inglés británico retiene "biscuit" para referirse a estos productos horneados.
La clave para la fundación de Nabisco fue el magnate de Pittsburgh, Sylvester S. Marvin. Marvin llegó a Pittsburgh en 1863 y se estableció en el negocio de la galleta, fundando S. S. Marvin Co. Sus productos incluían galletas, pasteles y panes. Marvin fue llamado el Edison de la fabricación por sus innovaciones en el negocio de la panadería. En 1888, era el más grande de los EE. UU., y la pieza central de la National Biscuit Company. La F.A. Kennedy Steam Bakery en Boston, conocida por inventar Fig Newtons y producir galletas Lorna Doone, fue una de las primeras adquisiciones realizadas por Nabisco, uniéndose a la compañía en 1898.
Después de la consolidación de la empresa, el presidente de Nabisco, Adolphus Green, pidió a Frank Peters que creara un paquete para distribuir productos más frescos. Esto abrió camino para el paquete In-Er Seal, cuyo logo es un prototipo para la "Nabisco Thing", un personaje animado creado en 1995 para vender sus productos a los niños. El paquete In-Er Seal es un sistema de papel y cartón de cera inter-doblado para "sellar la frescura" del producto. Al comienzo de su presidencia, Green decidió que la National Biscuit Company, a menudo acortada a NBC, necesitaba una nueva idea que llamara la atención del público. Lo consiguió cuando sus empleados crearon un nuevo cracker que era más frágil y más ligero que cualquiera de las versiones de sus competidores.
Un hijo de Robert Gair, el fabricante de paquetes, dijo: "Necesitas un nombre", y de esta frase se le dio el nombre de "Uneeda". El bizcocho de Uneeda parecía prometedor, pero Green tenía que asegurarse de que llegaran frescos a los clientes, por lo que fue el primero en utilizar el paquete In-Er Seal en 1898. Hasta entonces, las galletas se vendían sueltas sin marca y envasadas en barriles. Las madres daban a sus hijos una bolsa de papel y les pedían que corrieran a la tienda y que la bolsa se llenara de galletas. La compañía utilizó esto como parte del símbolo de la publicidad de la galleta de Uneeda, que representa a un muchacho que lleva un paquete de la galleta de Uneeda en la lluvia. En 2009 (después de más de 110 años), Nabisco descontinuó la galleta Uneeda, preocupada por el hecho de que el producto no fuera suficientemente rentable.
El nombre Nabisco se utiliza por primera vez como parte de un nombre para una oblea de azúcar en 1901. John G. Zeller fue presidente de National Biscuit Company desde 1923-1931. Nabisco celebró sus aniversario de oro en 1948. El primer uso del logotipo triangular rojo fue en 1952. En Venezuela hasta 1996 se le conoció bajo el nombre Nabisco La Favorita.
La firma más tarde introdujo (ya sea a través de desarrollo o adquisición) Fig Newtons, Nabisco Wafers (principios de 1900, más tarde vendido en una forma como Biscos, un Oblea de azúcar que contenía originalmente una variedad de rellenos con sabor), Anola Wafers (principios de 1900, después discontinuado, una oblea de chocolate con relleno de chocolate), Barnum's Animal Crackers (1902), Cameos (1910), Lorna Doones (1912, discontinuado) 1912), y Famous Chocolate Wafers (1924, una oblea fina sin relleno).
En 1924, la compañía introdujo un bocado en un paquete sellado llamado Peanut Sandwich Packet. Pronto añadieron un segundo, el Sorbetto Sandwich Packet. Esto permitió que los vendedores vendieran a las fuentes de soda, los puestos de camino, las barras de la leche, los lugares de almuerzo, y los puesto de noticias. Las ventas aumentaron, y en 1928, la compañía comenzó a utilizar el nombre NAB. El término Nabs hoy se utiliza para significar genéricamente cualquier tipo de snack crackers, más comúnmente en el sur de los Estados Unidos.
En 1971, Nabisco con su cambio de nombre se había convertido en una marcar social. En 1981, Nabisco se fusionó con Standard Brands, que luego se fusionó con RJ Reynolds en 1985.
Kraft General Foods adquirió Nabisco ready-to-eat para cereales fríos de RJR Nabisco en 1993 (las marcas de cereales son ahora propiedad de Pon Holdings). En 1999, Nabisco adquirió Favorite Brands International.
En julio de 2000, Philip Morris Companies, Inc. adquirió Nabisco por 14,9 millones de dólares, y la fusionó con Kraft Foods, Inc., considerada como una de las fusiones más grandes en la industria alimentaria. En 2011, Kraft Foods anunció que era la división, donde negocio el aperitivo con una compañía independiente (que se llamará Mondelēz International LLC).
Actualmente la planta que tiene en Chicago de 1.8 millones de pies cuadrados (170.000 m²) es una de las panadería más grandes del mundo, que emplea a más de 1200 trabajadores y una producción de alrededor de 320 millones de libras de productos de aperitivo al año.

## Logotipo

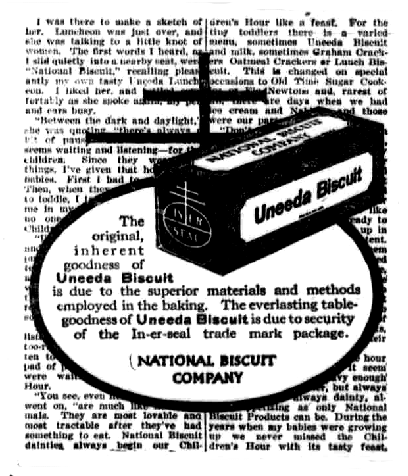
Anuncio de prensa para las galletas Uneeda, desde 1919: La marca de la "antena" de Nabisco se ve detrás del producto.

La marca registrada de Nabisco es una elipse diagonal con una serie de líneas de antena que sobresalen de la parte superior de un óvalo que encierra el nombre de la compañía, se puede ver impreso en las galletas Oreo, además de cajas de productos Nabisco (en una esquina del paquete).
Se ha afirmado en el material promocional de la empresa ser un símbolo europeo temprano de la calidad. Se puede derivar de una marca de impresora italiana medieval que representó "el triunfo de lo moral y espiritual sobre el mal y el material", o para representar el acto de criba, que separan el grano de la paja.

## Propiedades
En 1989, RJR Nabisco Inc. vendió su división de alimentos Chun King a Yeo Hiap Send Limited y Fullerton Holdings Pte. Ltd por 52 millones de dólares para reducir su deuda de su compra de $ 24.5 mil millones por Kohlberg Kravis Roberts & Co.
En diciembre de 1989 RJR Nabisco vendió su negocio de frutas y verduras enlatadas Del Monte Foods en América del Sur a Polly Peck International PLC. Un año más tarde, en 1990 RJR Nabisco vendió Curtiss Candy, que era dueño de las marcas Baby Ruth y Butterfinger, a Nestlé. RJR también vendió LU, Belin y otras marcas de galletas europeas a Grupo Danone, que sólo se reunieron en 2007 después de que la actual matriz de Nabisco, Kraft Foods, comprara las operaciones de galletas de Danone por 5.300 millones de euros.
En 1994, RJR vendió sus negocios de cereales para el desayuno (principalmente la franquicia Shredded Wheat) a Kraft Foods y las licencias internacionales a General Mills, que luego pasó a formar parte de la empresa conjunta Cereal Partners Worldwide con Nestlé. También en 1994, RJR adquirió Knox Gelatin e integró la franquicia Shredded Wheat en la cartera de Post Foods. Post continúa vendiendo el producto hoy. En 1995, Nestlé acordó comprar la empresa de alimentos mexicanos Ortega de Nabisco Inc. Ese mismo año, RJR-Nabisco también adquirió la margarina norteamericana y el negocio de spreads de mesa de los alimentos Kraft. Esta compra incluyó Parkay, Touch of Butter y Chiffon.
En 1998, Nabisco Holdings anunció la venta de su margarina y sus sucedáneos de huevo a ConAgra de Omaha. En 1997 las marcas de Fleishmann, Blue Bonnet y Parkay tuvieron ventas de $ 480 millones. También vendió su marca de caldo de College Inn a HJ Heinz y sus operaciones venezolanas Del Monte a Del Monte Foods.
En 1999, el imperio de tabaco y comida de RJR Nabisco se desmoronó cuando vendió su división internacional de tabaco a Japan Tobacco por 7.800 millones de dólares.
Altria Group (antes Philip Morris) adquirió Nabisco en el 2000 por cerca de $ 19.2 mil millones. Philip Morris combinó a Nabisco con Kraft. Esta adquisición fue aprobada por la Comisión Federal de Comercio, sujeto a la venta de productos en cinco áreas: tres tipos de productos de Jell-O y marcas reales (postre de gelatina en seco, pudín de mezcla seca, postres sin hornear), mentas intensas (tales como las pastillas de menta Altria), y el polvo de hornear. Kraft Foods, en ese momento también filial de Altria, se fusionó con Nabisco.
En 2006 Nabisco vendió sus bocados de animal doméstico de Milk-Bone a Del Monte Foods Co. por $ 580 millones.
Kraft Foods se separó de Altria, tomando su filial de Nabisco con ella, en 2007. En enero de 2007, Cream of Wheat fue vendido a B&G Foods.